# 1106 سيدونيا
1106 Cydonia هو كويكب، يقع ضمن حزام الكويكبات. اكتشف في 5 فبراير 1929.

## روابط خارجية
- 1106 سيدونيا في قاعدة بيانات مختبر الدفع النفاث لأجرام النظام الشمسي الصغيرة

- الاكتشاف · مخطط المدار ·  العناصر المدارية · المعلمات المادية

- 1106 سيدونيا على موقع ويكي سكاي: DSS2, SDSS, GALEX, IRAS, Hydrogen α, X-Ray, Astrophoto, Sky Map, Articles and images